# دستگاه توزیع شراب

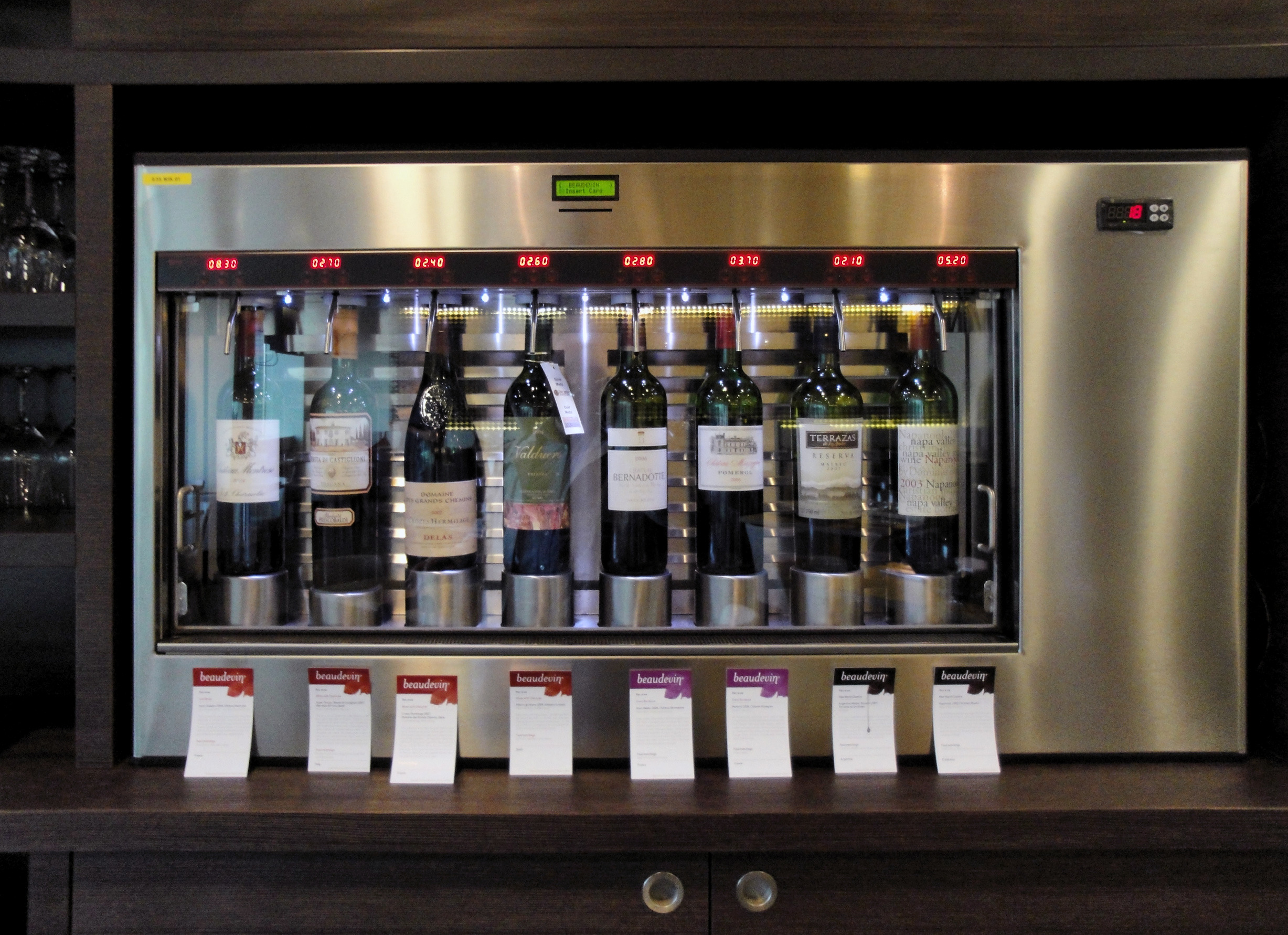
یک دستگاه توزیع شراب

دستگاه‌های توزیع‌کننده شراب، ابزارهایی هستند که برای سرو و نگهداری شراب طراحی شده‌اند. این دستگاه‌ها شراب‌های ذخیره شده را در دماهای خنک نگه می‌دارند و از ورود اکسیژن به بطری هنگام ریختن شراب جلوگیری می‌کنند. توزیع‌کننده‌های شراب از نظر استفاده و عملکرد بسیار متفاوت هستند و معمولاً در رستوران‌ها و بارها برای جلوگیری از خراب شدن شراب هنگام فروش به صورت لیوانی استفاده می‌شوند. این دستگاه همچنین مزایای اضافی کنترل مقدار ریختن و محدود کردن ریختن بیش از حد را دارد.